# Liaoning
Liaoning  este o provincie de coastă din nord-estul Chinei, care este cea mai mică, cea mai sudică și cea mai populată provincie din regiune. Cu capitala la Shenyang, este situată pe malul nordic al Mării Galbene și este cea mai nordică provincie de coastă a Republicii Populare Chineze.
Din punct de vedere istoric, o poartă de intrare din China propriu-zisă în Manciuria, provincia modernă Liaoning a fost înființată în 1907 cu numele de Fengtian sau Fengtien și a fost redenumită Liaoning în 1929. De asemenea, era cunoscută la acea vreme ca provincia Mukden după numele manciurian al Shengjing-ului, cum era numit atunci orașul Shenyang. În cadrul statului-marionetă al Japoniei Manciukuo, provincia a revenit la numele din 1907, dar numele Liaoning a fost restaurat pentru o scurtă perioadă în 1945 și apoi din nou în 1954.
Liaoning se învecinează cu Marea Galbenă (Golful Coreei) și Marea Bohai la sud, cu provinciile Pyongan de Nord și Chagang din Coreea de Nord la sud-est, Jilin la nord-est, Hebei la sud-vest și Mongolia Interioară la nord-vest. Râul Yalu marchează granița provinciei cu Coreea de Nord, vărsându-se în Golful Coreea între Dandong în Liaoning și Sinuiju în Coreea de Nord. Liaoning este, de asemenea, una dintre cele mai importante provincii ale Chinei în cercetare și educație. Începând cu 2023, două orașe mari din Liaoning s-au clasat printre primele 200 de orașe din lume (Dalian pe locul 37 și Shenyang pe locul 124) după performanța științifică, măsurată de Nature Index.

## Orașe
- Shenyang (沈阳市),
- Dalian (大连市),
- Anshan⁠(d) (鞍山市),
- Fushun (抚顺市),
- Benxi⁠(d) (本溪市),
- Dandong (丹东市),
- Jinzhou⁠(d) (锦州市),
- Yingkou⁠(d) (营口市),
- Fuxin⁠(d) (阜新市),
- Liaoyang⁠(d) (辽阳市),
- Panjin⁠(d) (盘锦市),
- Tieling⁠(d) (铁岭市),
- Chaoyang (朝阳市),
- Huludao⁠(d) (葫芦岛市).